# Szent Borbála-templom (Santa Rosalía)
A mexikói Déli-Alsó-Kalifornia államban, Santa Rosalíában található Szent Borbála-templom (spanyolul Iglesia de Santa Barbara) egy nevezetes római katolikus templom. Tervezője Gustave Eiffel volt, először Európában építették fel, majd szétszedték, és hajón Mexikóba hozták, ahol újra összerakták.

## Története
A vaselemekből készült templomot Gustave Eiffel tervezte 1884-ben, de csak három évvel később építették fel. 1889-ben a párizsi világkiállításon állították ki az Eiffel-toronnyal együtt, aztán szétszedték, és Brüsszelbe szállították. Ezután Carlos Laforgue igazgatónak köszönhetően megvásárolta a Santa Rosalía-i El Boleo nevű bányászati társaság, akik a saját tulajdonukban álló San Juan nevű vitorláson a Kaliforniai-öböl partján fekvő városba szállították, ahol 1896 és 1897 között a tengerparttól mintegy 400 méter távolságban, a mai Álvaro Obregón utcában újra felépítették. A templomot a bányászok védőszentje, Szent Borbála (spanyolul Santa Bárbara) tiszteletére szentelték fel. A francia bányásztársaság tulajdonában 1954-ig, a helyi bánya bezárásáig maradt, ekkor került a mexikói közösséghez. 1987-ben elhelyeztek rajta egy emléktáblát is, ami röviden elmeséli az épület történetét.

## Az épület
Az acélszerkezetű templom fehér színű főhomlokzatán három csoportban hét csúcsíves, festett ablak látható. A mennyezeten is csúcsívgerinc fut végig. Az épületet a hívek növekvő száma miatt bővíteni kellett: két oldalán ezért megtoldották a templomot, ezen toldalékok tetejeként az addigi oldalsó falakat használták fel.

## Képek

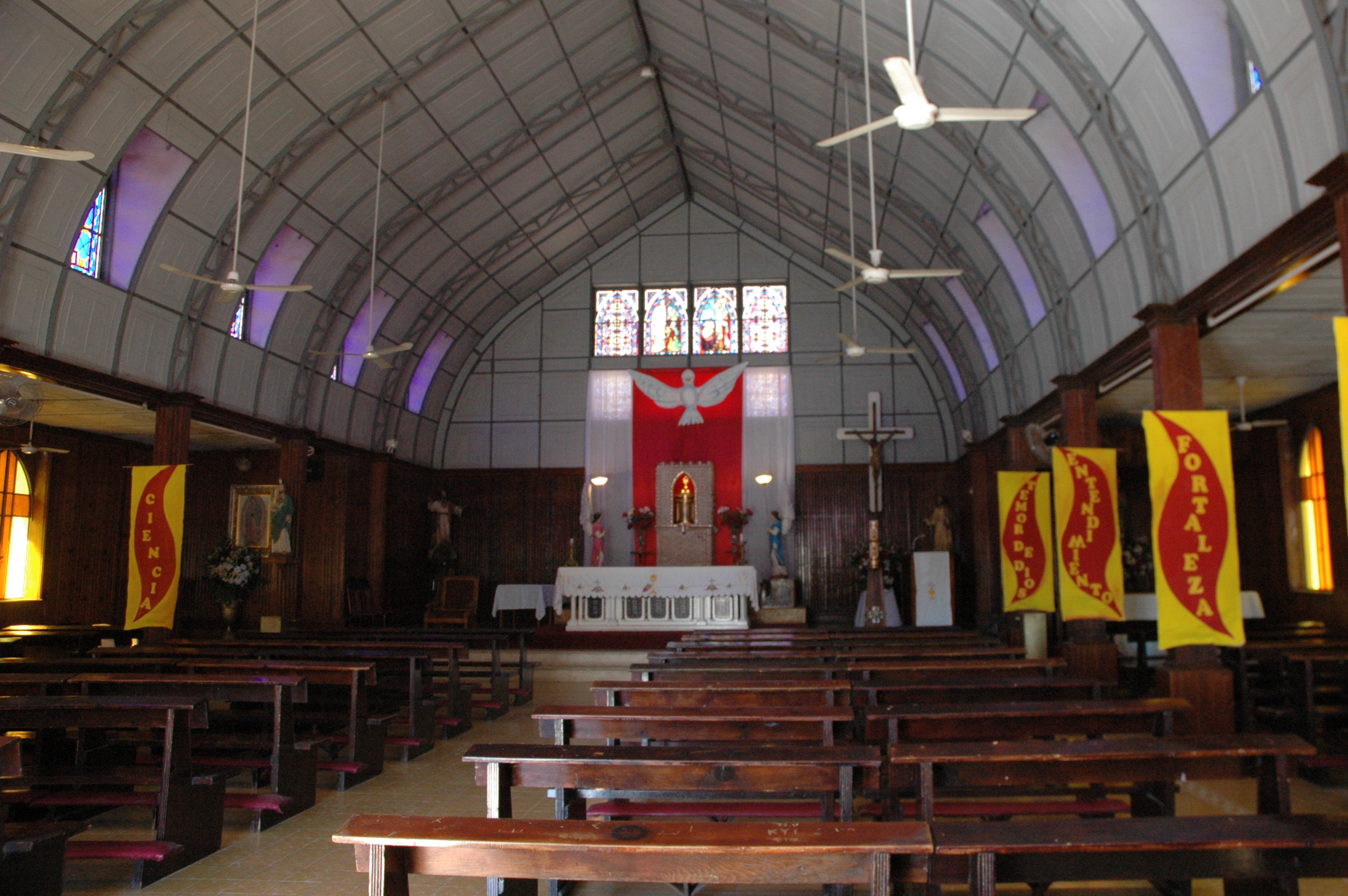
Belső tér
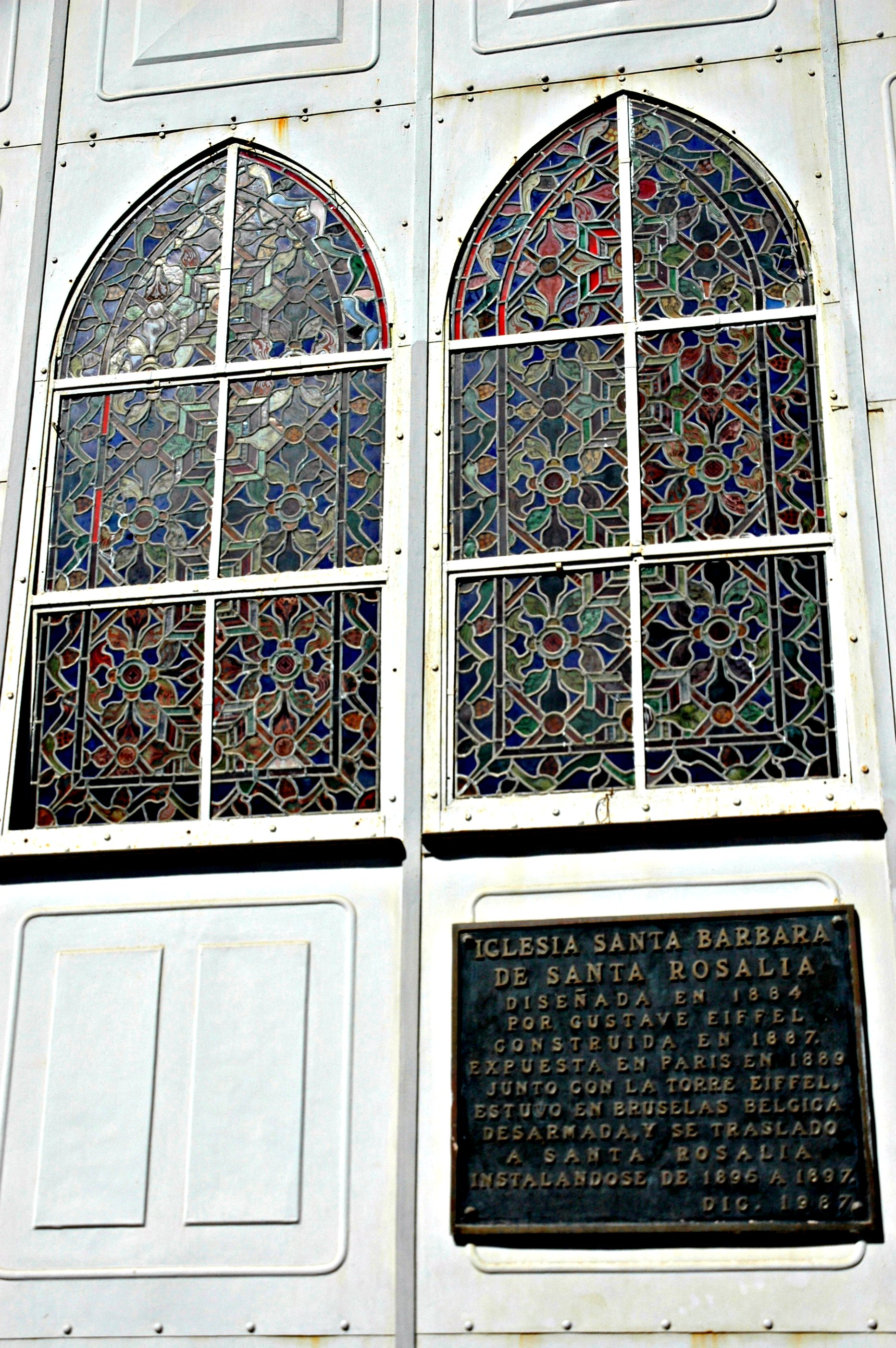
Ablakok és az emléktábla
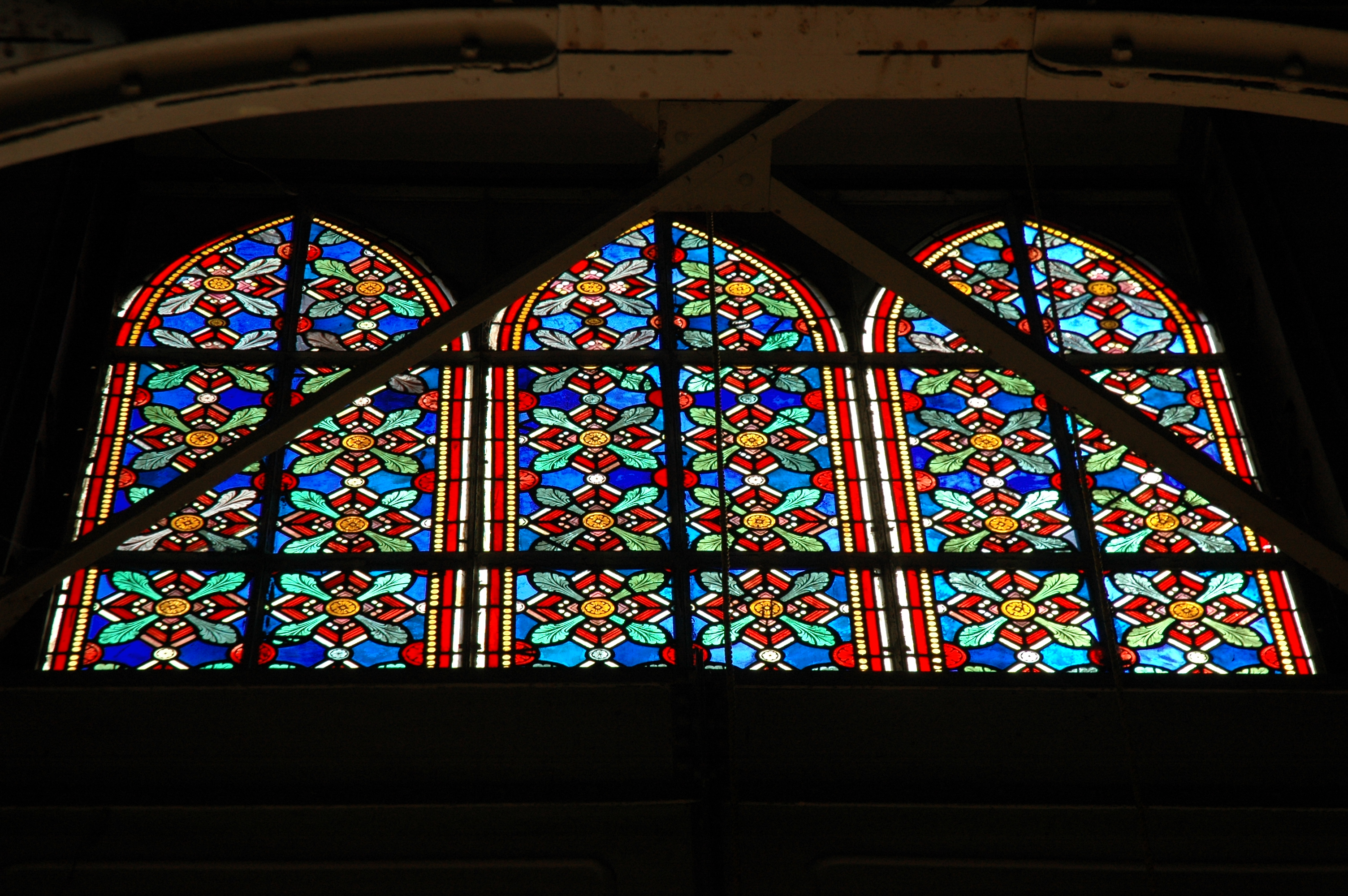
Festett üvegablakok
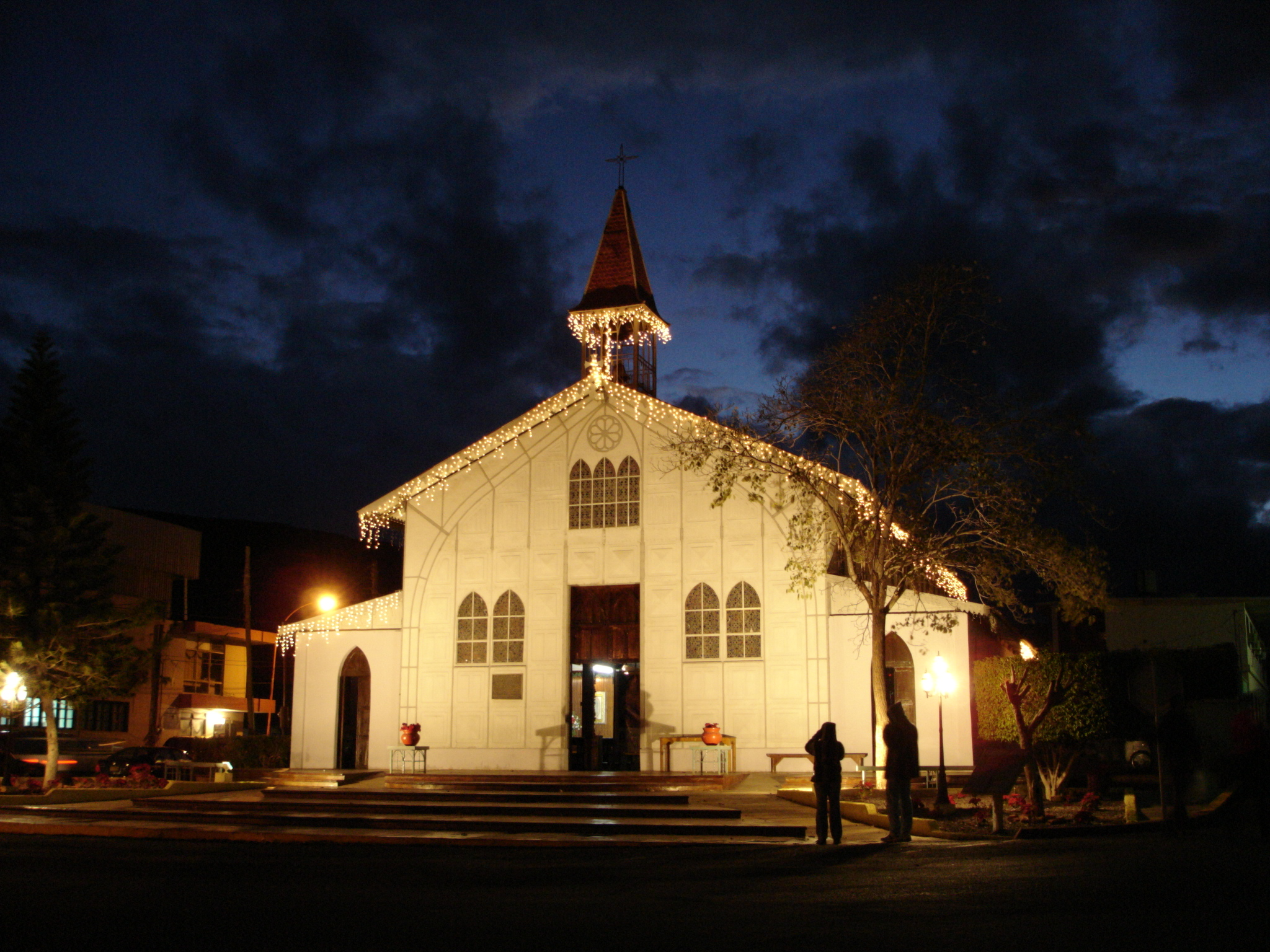
Kivilágítva